# آلفرد پنی‌ورث
آلفرد تادئوس کِرین پنی‌ورث (به انگلیسی: Alfred Thaddeus Crane Pennyworth) یک شخصیت خیالی در کتاب‌های کمیک آمریکایی منتشر شده توسط دی‌سی کامیکس است که اغلب با شخصیت ابرقهرمان بتمن مرتبط است. این شخصیت توسط باب کین، بیل فینگر و جری رابینسون خلق شده است که برای اولین بار در شمارهٔ ۱۶ مجموعه کمیک بتمن (آوریل ۱۹۴۳) حضور پیدا کرد. آلفرد به عنوان ساقی وفادار و خستگی‌ناپذیری است که به طور مخفیانه به بتمن خدمت می‌کند. در تفاسیر امروزی، او به عنوان ساقی، سرپرست قانونی، بهترین دوست، و جانشین پدر بروس وین، پس از کشته شدن توماس و مارتا وین به‌شمار می‌رود.
در رسانه‌های غیر از مجموعه کمیک‌ها، نقش این شخصیت در فیلم‌های سینمایی توسط ستارگانی از جملهٔ ویلیام آستین، مایکل گاف، مایکل کین، جرمی آیرونز، داگلاس هاج، اندی سرکیس و در مجموعه‌های تلویزیونی توسط آلن نیپی‌یر، افرم زیمبالیست جونیور، ایان آبرکرومبی، دیوید مک‌کالوم و شان پرتوی و جک بانون ایفا شده است. ریف فاینز کار صداپیشگی آلفرد را در فرنچایز پویانمایی رایانه‌ای فیلم لگو، و مارتین جرویس در مجموعه بازی‌های ویدئویی بتمن: آرکهام بر عهده داشته است. نسخهٔ جوان آلفرد با هنرنمایی جک بانون، پیش از اینکه پیشخدمت خانواده وین شود در مجموعه تلویزیونی پنی‌ورث حضور دارد.